# Ooctonus flavipodus
Ooctonus flavipodus är en stekelart som beskrevs av Subba Rao 1989. Ooctonus flavipodus ingår i släktet Ooctonus och familjen dvärgsteklar. Inga underarter finns listade i Catalogue of Life.